# Mistrzostwa Europy w Podnoszeniu Ciężarów 1900
Mistrzostwa Europy w Podnoszeniu Ciężarów 1900 – 4. edycja mistrzostw europy w podnoszeniu ciężarów, która odbywała się przez cały rok 1900 w Rotterdamie (Holandia ). Startował tylko 1 mężczyzna w 1 kategorii wagowej.

## Medaliści
| Kategoria: | Złoto:           | Srebro: | Brąz: |
| + 82,5 kg  | François de Haes | –       | –     |

## Klasyfikacja medalowa
| Miejsce | Reprezentacja | Złoto | Srebro | Brąz | Razem |
| 1.      | Belgia        | 1     | 0      | 0    | 1     |